# Dungarpur
För andra betydelser, se Dungarpur (olika betydelser).
Dungarpur är en stad i delstaten Rajasthan i nordvästra Indien. Den är administrativ huvudort för distriktet Dungarpur och hade nästan 50 000 invånare vid folkräkningen 2011. Staden grundades i slutet av 1300-talet.